# Life's Mockery

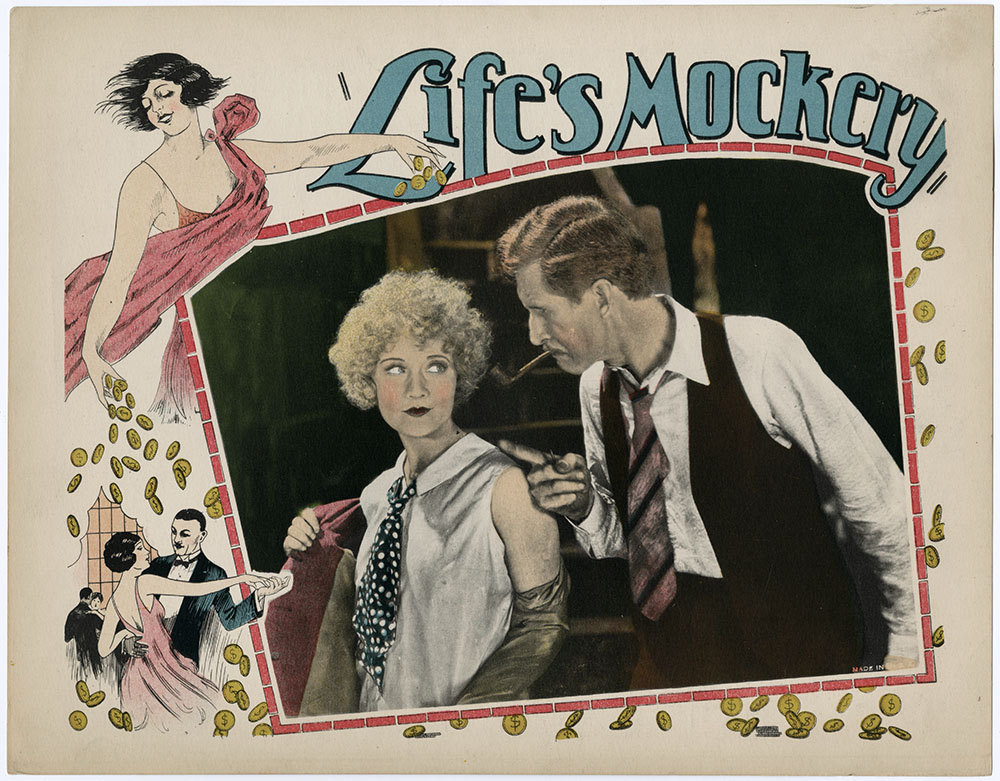
Carte promotionnelle du film.

Life's Mockery est un film américain réalisé par Robert F. Hill, sorti en 1928.

## Fiche technique
- Réalisation : Robert F. Hill
- Scénario : Isadore Bernstein
- Intertitres : Leon Lee
- Production : Chadwick Pictures Corporation
- Photographie : Ted Tetzlff
- Montage : Gene Milford
- Genre : Drame[1]
- Distributeur : Chadwick Pictures
- Durée : 7 bobines
- Date de sortie : 20 juillet 1928

## Distribution
- Betty Compson : Kit Miller / Isabelle Fullerton
- Alec B. Francis : John Fullerton
- Russell Simpson : Wolf Miller
- Theodore von Eltz : Wade Fullerton
- Dorothy Cumming : Gladys Morrison

## Statut du film
Une copie du film est conservée dans les archives du Centre national du cinéma et de l'image animée au Fort de Bois-d'Arcy.